# Olympische Jugend-Sommerspiele 2010/Teilnehmer (Uruguay)
| Gelbes Symbol für Goldmedaillen mit stilisierten Olympischen Ringen | Graues Symbol für Silbermedaillen mit stilisierten Olympischen Ringen | Braundes Symbol für Bronzemedaillen mit stilisierten Olympischen Ringen |
| ------------------------------------------------------------------- | --------------------------------------------------------------------- | ----------------------------------------------------------------------- |
| 1                                                                   | —                                                                     | —                                                                       |

Die Jugend-Olympiamannschaft aus Uruguay für die I. Olympischen Jugend-Sommerspiele vom 14. bis 26. August 2010 in Singapur bestand aus vier Athleten.

## Athleten nach Sportarten

### Reiten
- Marcelo Chirico
Springen Einzel: Gold 
Springen Mannschaft: 5. Platz (im Team Südamerika)

### Schwimmen
| Mädchen - Raissa Andrea Guerra 100 m Freistil: 33. Platz | Jungen - Joel Romeu 200 m Schmetterling: 14. Platz (Vorlauf) |

### Taekwondo
Mädchen
- Yasmin Terra
Klasse bis 49 kg: 9. Platz